# Сулейманова, Гульсум Нурмухаметовна
Сулейманова Гульсум (Уммугульсум) Нурмухаметовна (тат. Өммегөлсем Нурмөхәммәт кызы Сөләйманова; 24 февраля 1907, Казань — 14 июня 1968, Казань) — певица, заслуженная артистка Татарской АССР (1939), народная артистка Татарской АССР (1957).

## Биография
Сулейманова Гульсум (Уммугульсум) Нурмухаметовна родилась 12(24) февраля 1907 года в Казани в бедной татарской семье. Её отец Нурмухамет был гармонистом и исполнителем татарских песень.
Ещё в школьные годы Гульсум участвовала в концертах и привлекла внимание публики хорошим исполнением.
В 1927 году окончила Казанский музыкальный техникум.
В 1927-58 годах работала солисткой Татарского радиокомитета. Тогда на радио не было записи, Гульсум Сулейманова в прямом эфире перед микрофоном исполняля свои любимые песни «Иске карурман», «Әллүки», «Тәфтиләү», «Салкын чишмә» и другие. Во время Великой Отечественной войны она так же работала на радио.
В её репертуаре были песни и романсы татарских композиторов Музафарова М .А., Файзи Д., Жиганова Н. Так же она исполняла татарские и башкирские народные песни.
Гастролировала в стране и её полюбили в Москве, Ташкенте, Уфе и других городах.
Умерла 14 июня 1968 года в Казани.

## Почётные звания
- Орден «Знак Почёта» (14 июня 1957).
- Народная артистка Татарской АССР (1957).
- Заслуженная артистка Татарской АССР (1939).